# Bart Gets an F
Barts Gets an F is de eerste aflevering van het tweede seizoen van de geanimeerde sitcom The Simpsons, die voor het eerst werd uitgezonden op 11 oktober 1990.

## Verhaal
Bart moet zijn mondelinge boekverslag doen over het boek Schateiland, maar heeft deze niet gelezen. Hoewel hij een poging doet het verslag toch te houden, heeft lerares Edna Krabappel hem al snel door en geeft ze hem een onvoldoende. Na school vertelt mevrouw Krabappel aan Bart dat zijn cijfers er ernstig op achteruitgaan en dat hij maar moet beginnen met leren voor de volgende toets, over de geschiedenis van de Verenigde Staten tussen 1607 en 1763. Bart let echter niet op. Hoewel hij zichzelf thuis voorneemt te leren, wordt hij afgeleid en ontwijkt hij het studeren uiteindelijk. Wanneer hij de toets moet houden doet hij alsof hij ziek is. Eenmaal bij de schoolzuster constateert zij flebitis bij Bart, hetgeen niet de waarheid is.
Het lukt Bart opnieuw niet te studeren en hij vraagt aan Milhouse de antwoorden. Wanneer hij deze de volgende dag invult, haalt hij opnieuw een onvoldoende. Mevrouw Krabappel geeft als commentaar dat deze toets zelfs "nog slechter is gemaakt dan die van Milhouse". Als resultaat van zijn slechte cijfers worden zijn ouders Homer en Marge naar school uitgenodigd voor een ontmoeting met mevrouw Krabappel en schoolpsychiater Dr. J. Loren Pryor. Ze vertellen dat Bart ondermaats presteert en dat het het handigst is hem een klas te laten blijven zitten.
Bart, die dit absoluut niet wil, vraagt Martin om hulp. Ze maken een plan waarin Martin hem helpt met studeren, terwijl Bart hem helpt met populair worden. Omdat Martin er op dat moment voor het eerst achter komt dat niemand hem mag, stemt hij in met het plan. Martin raakt echter gewend aan een slechte houding en weigert Bart te helpen met het studeren van een repetitie. Bart komt er wederom niet aan toe om te studeren en bidt die nacht tot God dat er een wonder zal gebeuren. Dit gebeurt ook, als blijkt dat er die nacht een sterke sneeuwstorm komt.
Nadat ze er de volgende dag achter komen dat de school gesloten is, kan Bart niet wachten om in de sneeuw te spelen. Lisa herinnert hem echter aan zijn gebed, dat zij die nacht hoorde. Bart besluit de rest van de dag studeren, ondanks het feit dat iedereen lol heeft in de sneeuw. Nadat het hem uiteindelijk lukt zich te concentreren en de toets maakt, vraagt hij aan de lerares of ze deze meteen wil nakijken. Dit doet ze en het blijkt dat hij toch een onvoldoende heeft gescoord. Bart barst in tranen uit en vertelt historische feiten, die hij voor de toets moest leren. Mevrouw Krabappel is verbaasd van zijn kennis en geeft hem een extra punt, waardoor hij een voldoende haalt. Bart is dolgelukkig met zijn resultaat (behalve wanneer hij zich realiseert dat hij uit dankbaarheid mevrouw Krabappel gekust heeft) en thuis wordt de toets aan de koelkast gehangen.

## Trivia
- Het is de best bekeken aflevering uit de geschiedenis van de serie.[1]
- Het is de eerste aflevering waarin de titelsong werd ingekort.

## Referentie
1. ↑  #15 - #11 Memorable Simpsons Episodes - AOL Television

Homer Simpson · Marge Simpson · Bart Simpson · Lisa Simpson · Maggie Simpson · Abraham Simpson · Patty en Selma Bouvier · Jacqueline Bouvier · Mona Simpson · Santa's Little Helper · Snowball II · Familie Bouvier
Jasper Beardley · Comic Book Guy · Eddie en Lou · Maude Flanders · Ned Flanders · Professor Frink · Barney Gumble · Julius Hibbert · Lionel Hutz · Eerwaarde Lovejoy · Kapitein Horatio McCallister · Hans Moleman · Bleeding Gums Murphy · Apu Nahasapeemapetilon · Mayor Joe Quimby · Dr. Nick Riviera · Agnes Skinner · Cletus Spuckler · Squeaky Voiced Teen · Disco Stu · Moe Szyslak · Kirk Van Houten · Luann Van Houten · Chief Clancy Wiggum
Gary Chalmers · Rod en Todd Flanders · Jimbo Jones · Kearney · Edna Krabappel · Otto Mann · Nelson Muntz · Martin Prince · Seymour Skinner · Milhouse Van Houten · Ralph Wiggum · Groundskeeper Willie · andere studenten
Montgomery Burns · Carl Carlson · Lenny Leonard · Waylon Smithers
Itchy en Scratchy · Kent Brockman · Krusty de Clown · Troy McClure · Rainier Wolfcastle · Radioactive Man
Snake · Kang & Kodos · Sideshow Bob · Fat Tony
Treehouse of Horror
Bart vs. the World · Bart Simpson's Escape from Camp Deadly · The Simpsons Arcadespel · Bart vs. the Space Mutants · Bart's House of Weirdness ·Bart vs. The Juggernauts · Krusty's Fun House · Bartman Meets Radioactive Man · Bart's Nightmare · The Itchy and Scratchy Game · Virtual Bart · Bart and the Beanstalk · Itchy & Scratchy in Miniature Golf Madness · Cartoon Studio · Virtual Springfield · Night of the Living Treehouse of Horror · Bowling · Wrestling · Road Rage · Skateboarding · Hit & Run · The Simpsons Game · The Simpsons: Tapped Out
The Simpsons · The Simpsons Pinball Party
Strips: Simpsons Comics · Bart Simpson serie · Itchy & Scratchy Comics · Bart Simpson's Treehouse of Horror · Futurama/Simpsons Infinitely Secret Crossover Crisis
Tijdschrift: Simpsons Illustrated
Boeken: Bart Simpson's Guide to Life · Family Album · Library of Wisdom · Complete Guides · Planet Simpson · The Simpsons and Philosophy
Actiefiguurtjes: World of Springfield
The Simpsons Movie
Bankgrap ·
Canyonero · 
D'oh! · 
Duff Beer · 
Schoolbordgrap · 